# Eladi Gardó
Eladi Gardó i Ferrer (Barcelona 1874 - 1958) fue un abogado y político español. 
Fue uno de los socios fundadores del Ateneo Enciclopédico Popular (AEP) en el año 1902 cuando era una trabajador de una cooperativa y acudía a las clases de Extensión Universitaria inspiradas por Francesc Layret y otros estudiantes universitarios; fue también uno de los fundadores de la Sección de Excursiones de dicho ateneo en 1905. Posteriormente, con el sueldo de su trabajo pudo concluir la carrera de Derecho. 
En 1899 fue uno de los fundadores de la «Cambra Regional de Cooperatives de Catalunya i Balears» y el presidente de la Federació Regional de Cooperatives de Catalunya entre 1920 y 1923. En 1914 impulsó la Associació d'Estudis Cooperativistes y en 1919 la creación de una Sociedad Cooperativa de Viviendas. Escribió varios libros sobre esta temática como La cooperación catalana o La Cartilla Cooperativa.
Militó inicialmente en el PSOE pero posteriormente se afilió al Partido Republicano Radical de Alejandro Lerroux, con el cual fue regidor de Barcelona en el periodo 1915-1920.
Ocupó el cargo de presidente del AEP entre 1928 y 1932; con la proclamación de la Segunda República Española, Gardó envió al presidente de la república Niceto Alcalá Zamora y al presidente de la Generalidad de Cataluña Francesc Macià, sendos telegramas de felicitación en nombre del Ateneo Enciclopédico Popular.